# Phil Babb
Philip Andrew Babb (Lambeth, 1970. november 30. –) ír válogatott labdarúgó.

## Pályafutása

### Klubcsapatban
Angliában született guyanai apától és ír anyától. 1989 és 1992 között a  Bradford Cityben játszott. 1992 és 1994 között a Coventry City játékosa volt. 1994-ben leigazolta a Liverpool, melynek 2000-ig volt a tagja, de az utolsó évben kölcsönadták a Tranmere Roversnek. 2000-ben Portugáliába szerződött a Sporting csapatához, melynek tagjaként 2002-be megnyerte a bajnokságot és a portugál kupát. 2002 és 2004 között a Sunderlandben játszott. 

### A válogatottban
1994 és 2002 között 35 mérkőzésen szerepelt az ír válogatottban. Részt vett az 1994-es világbajnokságon.

## Sikerei, díjai
Liverpool FC
- Angol ligakupagyőztes (1): 1994–95

Sporting CP
- Portugál bajnok (1): 2001–02
- Portugál kupagyőztes (1): 2001–02